# Speonomus infernus
Speonomus infernus es una especie de escarabajo del género Speonomus, familia Leiodidae. Fue descrita por Georg Dieck en 1869. Se encuentra en Francia.

## Subespecies
Se reconocen las siguientes:
- S. i. arbasanus
- S. i. cagiranus
- S. i. infernus